# 伊贝母
伊贝母（学名：Fritillaria pallidiflora）为百合科贝母属下的一个种。